# Inovo
Inovo (bulgariska: Иново) är ett distrikt i Bulgarien.   Det ligger i kommunen Obsjtina Vidin och regionen Vidin, i den nordvästra delen av landet, 150 km norr om huvudstaden Sofia.
Trakten runt Inovo består till största delen av jordbruksmark. Runt Inovo är det ganska tätbefolkat, med 134 invånare per kvadratkilometer.